# Stephanie Schneider
Stephanie Schneider (ur. 25 września 1990 w Erlabrunn) – niemiecka bobsleistka, wielokrotna medalistka mistrzostw świata.

## Kariera
Największy sukces w karierze osiągnęła w 2011 roku, kiedy wspólnie z kolegami i koleżankami z reprezentacji zdobyła złoty medal w zawodach drużynowych na mistrzostwach świata w Königssee. Ponadto na rozgrywanych cztery lata później mistrzostwach świata w Winterbergu w parze z Cathleen Martini wywalczyła brązowy medal w dwójkach. W zawodach Pucharu Świata zadebiutowała 27 listopada 2010 roku w Whistler, zajmując pierwsze miejsce. W 2014 roku wystartowała na igrzyskach olimpijskich w Soczi, kończąc rywalizację w dwójkach na dziesiątej pozycji.
Jej ciotka, Roswietha Zobelt, reprezentowała NRD w wioślarstwie.